# Eleanor Summerfield
Eleanor Audrey Summerfield, född 7 mars 1921 i London, död 13 juli 2001 i samma stad, var en brittisk skådespelerska.

## Rollista i urval
- 1948 – Kanske ett brott
- 1951 – Andarnas natt
- 1951 – Skratt i paradiset
- 1952 – I morgon börjar livet
- 1960 – Miljonärskan
- 1961 – Knacka inte – kom bara!
- 1961 – Tidernas agent
- 1962 – Panik hos polisen
- 1965–1967 – Woosters värld (TV-serie) (5 avsnitt)
- 1992 – Casualty (TV-serie)
- 1998 – Morden i Midsomer (TV-serie)